# Columbia (1871)
Pour les articles homonymes, voir Columbia (navire).
Le yacht Columbia était l'un des deux defender américain, avec Sappho de la deuxième coupe de l'America en 1871, face au challenger anglais Livonia. Sappho sera le vainqueur de cette 2° America's Cup.

## Construction
La goélette à dérive centrale Columbia a été conçue et construite en 1871 par Joseph B. Van Deusen de Chester (Pennsylvanie) pour le skipper Franklin Osgood du New York Yacht Club. C'était une goélette en bois. Elle a été ensuite vendue à l'homme d'affaires américain Henry Morrison Flagler (1830-1913).

## Carrière
Skippé par Andrew J. Comstock, Columbia  a remporté les deux premières courses en 1871 contre Livonia. Mais Columbia, endommagé lors de la deuxième course, a été battu par Livonia dans la troisième, ou il était skippé par Horatio Nelson "Nelse" Comstock.
Columbia fut le premier defender américain de la coupe de l'America à concéder la victoire au challenger. Columbia a encore été endommagé dans cette troisième course et fut incapable de rivaliser dans les quatre dernières courses. Le yacht Sappho, prenant la relève, a remporté la Coupe de l'America pour la seconde fois pour les États-Unis.
Columbia a terminé sa carrière de course en 1908 après un démâtage et fut utilisé comme houseboat à Brooklyn sur la East River.
Trois ans plus tard, la goélette fut reconstruite et a navigué à Newport News en Virginie. En 1920, Columbia a été acheté par un pêcheur, puis fut déclaré perdu en 1923.